# خسته قاسم
خسته قاسم شاعر، عارف و فیلسوف دوره افشاریه، (۱۷۶۰–۱۶۸۴ میلادی)، متولد و در گذشته تیکمه‌داش می‌باشد. او یکی از ستونهای استواری موسیقی عاشیقی است. در آوازهای سروده شده توسط خسته قاسم حضور عنصر عرفان، در شکل شکایت از دنیا، چیرگی دارد. مثالی از ساخته‌های خسته قاسم، با ترجمه شهربانو قایاقیزی:
گل بیر سندن خبر آلیم --- سلیماندان قالان دونیا
ازلی گول کیمی آچیب ---- آخیریندان سولان دونیا … 
خسته قاسیم قالیب ناچار ---- بو سیرری بس کیملر آچار
گلن فونار قونان کؤچر ---- هئی سالیرسان تالان دونیا
(بیا از توسوال کنم ---- ای دنیائی که از سلیمان باقی‌ماندی
ای که در اول مثل گل باز شده ---- در آخر پژمرده شده …
خسته قاسم مغشوش مانده ---- این راز را چه کسی کشف می‌کند
کسی که می‌آید می‌ماندو آنکه می‌ماند کوچ می‌کند --- ای دنیائی که همیشه نابود می‌کنی)
خسته قاسم در اردبیل با طریقت شیخ صفی آشنا گشته و وارد خانقاه شیخ صفی شده و مدتی در چله نشسته‌است تا به «وحدت وجود» واصل گردد. خسته قاسم شاعری والامقام و فقیهی بزرگ بوده‌است که به نوشتهٔ خویش، باده از ساقی کوثر گرفته و مست الست گشته و به قول آشیقها از حضرت علی «بوتا» گرفته‌است. عالم بر علم جفر ـ اعداد بوده‌است و در بسیاری از اشعارش وقوف وی را بر حروف و اعداد مسلم می‌دانیم و از این هنر بارها و بارها در اشعار خود استفاده کرده‌است.
خسته قاسم تسلط کامل بر ادبیات عربی و فارسی و ترکی داشته و به ویژه شاعران بزرگ آذربایجان را می‌پسندیده‌است. او در یک شعرش به نسیمی اشاره می‌کند، در چندین شعر از شاه ختایی به احترام یاد کرده و فضولی نیز شاعر مورد پسند وی بوده‌است و حتی خود را از نسل او می‌داند:
او محتشم فضولی‌نین نسلی‌یم
بحرلرده من عمانام، سن نه سن؟
یوز اون دؤرد سوره نی معنا ائیله رم
من ازبردن قرآن خوانام، سن نه سن؟

## آثار
اولین بار در سال ۱۳۷۳ توسط دکتر حسین سیامی گرد آوری و به چاپ رسید که دارای اطلاعات ارزشمندی در مورد زندگی و آثار خسته قاسم می‌باشد. همچنین آثار خسته قاسم توسط محمد علی نقابی و بعدها محمد عبادی و عاشق حسین ساعی نیز منتشر شده‌است. مقبره اش در سال ۱۳۸۳ توسط سازمان میراث فرهنگی با همکاری شهرداری تیکمه داش احداث شده و در یکم اسفند سال نود و هفت داستان خسته قاسم ثبت ملی شده‌است.
حسین ساعی دو جلد کتاب، تحت عنوان‌های عاشیق خسته قاسیم و من قاسیمام سینه‌م حاقین کلامی، را در مورد خسته قاسم نوشته‌است. کتاب دیگر در این زمینه عاشیق خسته قاسم.

## مدفن
مقبره خسته قاسم در ۷۵کیلومتری جاده تبریز به تهران در شهر تیکمه داش در آذربایجان شرقی واقع شده‌است. این مقبره شامل یک ورودی و گنبدخانه‌ای هشت ضلعی است؛ و در طول سال شاهد بازدید هنردوستان از نقاط مختلف ایران و سایر کشورهای همسایه می‌باشد.